# Дрєнок (потік)
Дрєнок (словац. Drienok) — річка в Словаччині, права притока Турця, протікає в округах Ревуца і Рімавска Собота.
Довжина — 8.8 км. Витік знаходиться в масиві Ревуцька-Верховина — на висоті 420 метрів. Протікає територією сіл Ратковска Суха; Ліповец і Рибник.
Впадає в Турієц на висоті 248 метрів.